# Papyrus 10
Papyrus 10 (in der Nummerierung nach Gregory-Aland {\displaystyle {\mathfrak {P}}}10) ist eine frühe Handschrift des Neuen Testaments in Griechisch. Es wurde als Oxyrhynchus Papyrus II 209 publiziert. Das Papyrusmanuskript ist das Fragment eines Blattes aus dem frühen 4. Jahrhundert, welches in einer Spalte je Seite beschrieben wurde. Der erhaltene Text umfasst Römer 1:1–7.
Das Manuskript wurde sehr sorglos geschrieben. Die Handschrift ist unregelmäßig, grob und enthält einige unregelmäßige Ausdrücke.
Der griechische Text des Kodex repräsentiert den alexandrinischen Texttyp. Aland ordnete ihn in Kategorie I ein. Doch ist die Handschrift zu kurz für eine sichere Zuordnung.
Es wurde in Oxyrhynchus (Ägypten) entdeckt und wird zurzeit im Harvard Semitic Museum (Houghton Library) unter der Signatur MS Gr SM2218 in Cambridge aufbewahrt.